# Kuwejt na Letnich Igrzyskach Olimpijskich 2024
Kuwejt na Letnich Igrzyskach Olimpijskich 2024 – występ kadry sportowców reprezentujących Kuwejt na igrzyskach olimpijskich, które odbyły się w Paryżu we Francji, w dniach 26 lipca – 11 sierpnia 2024.
Reprezentacja Kuwejtu liczyła dziewięcioro zawodników – cztery kobiety i pięciu mężczyzn, którzy wystąpili w 6 dyscyplinach.
Był to czternasty start Kuwejtu na letnich igrzyskach olimpijskich.

## Reprezentanci

### Lekkoatletyka
| Zawodnik       | Konkurencja                    | Runda 1 | Runda 1 | Runda 2 | Runda 2 | Półfinał | Półfinał | Finał | Finał   | Źródło |
| Zawodnik       | Konkurencja                    | Wynik   | Miejsce | Wynik   | Miejsce | Wynik    | Miejsce  | Wynik | Miejsce | Źródło |
| -------------- | ------------------------------ | ------- | ------- | ------- | ------- | -------- | -------- | ----- | ------- | ------ |
| Amal Al-Roumi  | bieg na 800 m (k)              | 2:11.35 | 47. R   | 2:12.13 | 29.     | NQ       | NQ       | NQ    | NQ      | [ 1 ]  |
| Yaqoub Alyouha | bieg na 110 m przez płotki (m) | DNF     | DNF     | NQ      | NQ      | NQ       | NQ       | NQ    | NQ      | [ 2 ]  |

### Pływanie
| Zawodnik       | Konkurencja              | Eliminacje | Eliminacje | Półfinał | Półfinał | Finał | Finał | Źródło |
| Zawodnik       | Konkurencja              | Czas       | Poz.       | Czas     | Poz.     | Czas  | Poz.  | Źródło |
| -------------- | ------------------------ | ---------- | ---------- | -------- | -------- | ----- | ----- | ------ |
| Lara Dashti    | 100 m st. klasycznym (k) | 1:15.67    | 37.        | NQ       | NQ       | NQ    | NQ    | [ 3 ]  |
| Mohamad Zubaid | 100 m st. dowolnym (m)   | 52.35      | 63.        | NQ       | NQ       | NQ    | NQ    | [ 4 ]  |

### Strzelectwo
| Zawodnik            | Konkurencja | Kwalifikacje | Kwalifikacje | Finał | Finał   | Źródło |
| Zawodnik            | Konkurencja | Wynik        | Pozycja      | Wynik | Pozycja | Źródło |
| ------------------- | ----------- | ------------ | ------------ | ----- | ------- | ------ |
| Mohammed Al-Daihani | skeet (m)   | 120          | 13.          | NQ    | NQ      | [ 5 ]  |
| Khaled Al-Mudhaf    | trap (m)    | 120          | 17.          | NQ    | NQ      | [ 6 ]  |

### Szermierka
| Zawodnik          | Konkurencja              | 1/32             | 1/16             | 1/8              | Ćwierćfinały     | Półfinały        | Finał/o 3. miejsce | Finał/o 3. miejsce | Źródło |
| Zawodnik          | Konkurencja              | Przeciwnik Wynik | Przeciwnik Wynik | Przeciwnik Wynik | Przeciwnik Wynik | Przeciwnik Wynik | Przeciwnik Wynik   | Pozycja            | Źródło |
| ----------------- | ------------------------ | ---------------- | ---------------- | ---------------- | ---------------- | ---------------- | ------------------ | ------------------ | ------ |
| Yousef Al-Shamlan | szabla indywidualnie (m) | Szabo P 6–15     | NQ               | NQ               | NQ               | NQ               | NQ                 | NQ                 | [ 7 ]  |

### Wioślarstwo
| Zawodnik       | Konkurencja | Eliminacje | Eliminacje | Repasaż | Repasaż | Ćwierćfinały | Ćwierćfinały | Półfinały | Półfinały | Finał   | Finał | Miejsce | Źródło |
| Zawodnik       | Konkurencja | Czas       | M.         | Czas    | M.      | Czas         | M.           | Czas      | M.        | Czas    | M.    | Miejsce | Źródło |
| -------------- | ----------- | ---------- | ---------- | ------- | ------- | ------------ | ------------ | --------- | --------- | ------- | ----- | ------- | ------ |
| Suad Al-Faqaan | jedynka (k) | 8:16.32    | 4. R       | 8:28.89 | 4. SE/F | NQ           | NQ           | 9:01.78   | 3. FE     | 8:05.18 | 5.    | 29.     | [ 8 ]  |

### Żeglarstwo
| Zawodnik    | Konkurencja | Wyścig | Wyścig | Wyścig | Wyścig | Wyścig | Wyścig | Wyścig | Wyścig | Wyścig | Wyścig   | Wyścig | Punkty | Finałowa pozycja | Źródło |
| Zawodnik    | Konkurencja | 1      | 2      | 3      | 4      | 5      | 6      | 7      | 8      | 9      | 10       | M*     | Punkty | Finałowa pozycja | Źródło |
| ----------- | ----------- | ------ | ------ | ------ | ------ | ------ | ------ | ------ | ------ | ------ | -------- | ------ | ------ | ---------------- | ------ |
| Ameena Shah | ILCA 6      | 43     | 43     | 42     | 43     | 43     | 43     | 34     | 42     | 30     | odwołany | NQ     | 320    | 42.              | [ 9 ]  |